# ووكر ناسيمانتو
ووكر ناسيمانتو (بالبرتغالية: Norton Nascimento‏) (و. 1962 – 2007 م) هو ممثل، وممثل أفلام، وممثل تلفزي برازيلي، ولد في بليم، توفي في ساو باولو، عن عمر يناهز 45 عاماً.

## وصلات خارجية
- ووكر ناسيمانتو على موقع IMDb (الإنجليزية)
- ووكر ناسيمانتو على موقع قاعدة بيانات الفيلم (الإنجليزية)

- ووكر ناسيمانتو في قاعدة بيانات الأفلام على الإنترنت